# Benedetto Marcello

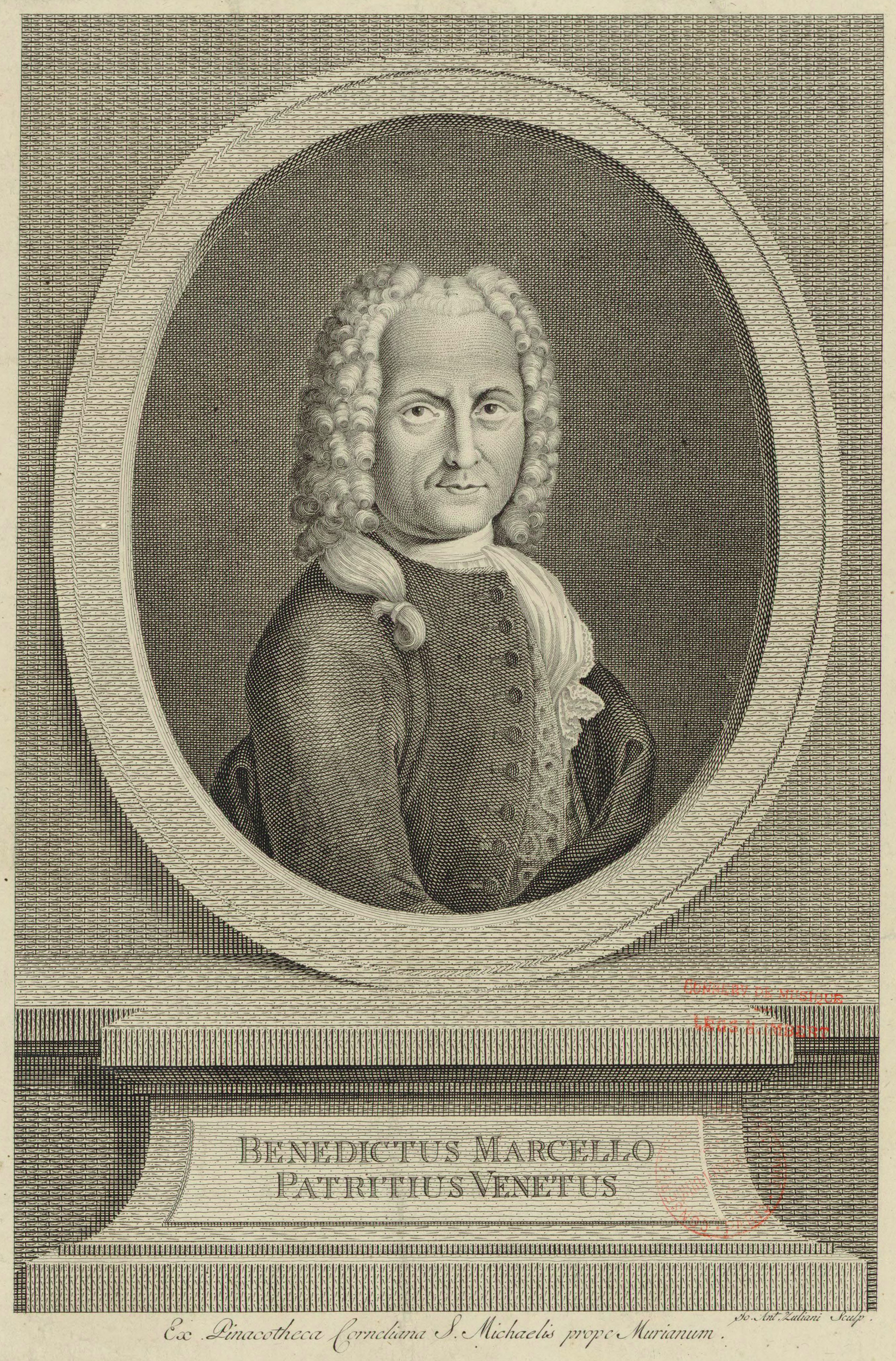
Benedetto Marcello

Benedetto Giacomo Marcello (* 24. Juni oder 24. Juli 1686 in Venedig; † 24. Juli 1739 in Brescia) war, wie auch sein Bruder Alessandro Marcello, ein italienischer Komponist des Barocks.

## Leben und Wirken

### Juristische Laufbahn
Benedetto Marcello entstammte einer venezianischen Advokatenfamilie, und so lag es nahe, dass auch er Jura studierte. 1711 wurde er in den Rat der Vierzig gewählt; dieses Amt bekleidete er 14 Jahre lang.
1730 wurde er als Provveditore (Gouverneur) der Republik Venedig nach Pola in Istrien im heutigen Kroatien geschickt. Der jetzt schon kränkelnde Marcello vertrug aber das dortige Klima nicht; sein Gesundheitszustand verschlechterte sich so sehr, dass er 1737 nach Venedig zurückkehren musste. Aber schon im darauffolgenden Jahr wurde er als Camerlengo (Kanzler, Schatzmeister) nach Brescia versetzt. Hier starb er am 24. Juli 1739 im Alter von 53 Jahren; der Papst ordnete eine eintägige Trauer an.

### Marcello als Musiker
Trotz seiner beruflichen Verpflichtungen vernachlässigte Marcello von Anfang an niemals die Musik. Erst als er nach Pola gehen musste, hörte er auf zu komponieren.
Bereits als junger Mann hatte er Lieder und Sonaten veröffentlicht. Weil das Komponieren jedoch stets nur neben seiner öffentlichen Laufbahn möglich war, bezeichnete er sich selbst immer als nobile Veneto dilettante di contrappunto, also als Liebhaber, d. h. Laien der Musik. Schließlich aber nahm er seine Kompositionsstudien bei Francesco Gasparini (1668–1727) und Antonio Lotti (um 1667–1740) auf.
Die erste Vertonung italienischer Psalmenparaphrasen L’Estro Poetico-Armonico brachte dem inzwischen 38-jährigen Marcello europaweiten Ruhm ein. Das umfangreiche Werk von 50 Solopsalmen nach Girolamo Ascanio Giustiniani war ein früher Versuch „archaisierenden Sologesanges“. Insgesamt besteht dieses Werk aus acht Bänden, ein- bis vierstimmig mit Generalbass für Orgel oder Klavier, teilweise mit obligatem Violoncello oder zwei Violinen. In dieser Arbeit überwiegt eine eher traditionelle kontrapunktische Satztechnik. Aber auch sie wechselt oft ganz unvermutet mit kompakten, homophonen, fast folkloristischen Partien ab. Bis ins kleinste Detail folgen diese Psalmvertonungen dem Text. Das Werk enthält unter anderem auch eine Vertonung von Maos Zur, einem Lied, das in der jüdischen Liturgie an Chanukka gesungen wird, sowie eine Version des Kaddischgebetes.
Als Meister der Solokantate ist Marcello einer der letzten Vertreter des großen pathetischen Gesangsstils, der manchmal kleine Dramen in den Rahmen der Gattung hineinstellt. Daneben schrieb Marcello auch klangprächtige Kammermusik wie Klavier-, Violoncello- und Flötensonaten sowie Instrumentalkonzerte.

## Il teatro alla moda
Als Opernkomponist war Marcello weniger erfolgreich. Möglicherweise wollte er sich an dieser Gattung rächen, als er im Jahre 1720 die Satire Il teatro alla moda schrieb. Darin tadelte er die Auswüchse des Theaters, seine Gewohnheiten und seinen Schematismus. Die Kritik betraf jedoch nur die Äußerlichkeiten eines zur Routine gewordenen Opernbetriebs. Die Gesangsdespotie, das Primadonnen- und Kastratenunwesen hatten derart überhandgenommen, dass es für die Musik kaum noch Spielraum gab und den Komponisten selbst immer mehr und engere Fesseln angelegt wurden. Natürlich wurden die Auswüchse dieses Systems in künstlerischer und sozialer Beziehung auch anderweitig angeprangert. Aber Marcellos Satire brachte die Zustände der venezianischen Oper schärfstens auf den Punkt.
Eine Reform der Oper leitete diese kulturhistorisch interessante Schrift nicht ein; hierzu kam es erst durch die französische Musikästhetik und, auf Marcello basierend, durch Ranieri de’ Calzabigi (1714–1795) und Christoph Willibald Gluck (1714–1787).

## Werke
Benedetto Marcellos Gesamtwerk umfasst außer zahlreichen geistlichen Werken auch 380 weltliche Kantaten und einige Instrumentalkonzerte. Zu seinen Bühnenwerken zählt Arianna, das wahrscheinlich im Winter 1726/27 im Salon des Kardinals Pietro Ottoboni in Venedig uraufgeführt wurde (weitere Aufführungen folgten 1948 in Bologna und im April 2010 im Salzburger Landestheater). Die bald notwendigen Nachdrucke seiner Psalmvertonungen wurden später von Giovanni Bononcini (1670–1747), Georg Philipp Telemann (1681–1767) und Johann Mattheson (1681–1764) euphorisch empfohlen.
Es ist schwierig, Marcello stilistisch in die Reihe dieser Komponisten einzuordnen. Zwar scheint er in seinen Instrumentalkonzerten vom Stil Antonio Vivaldis beeinflusst zu sein, doch in der sakralen Musik pflegt er einen recht eigenwilligen Personalstil.

### Vokalmusik

#### Oratorien
- La Giuditta (UA Venedig 1709?)
- Joaz (UA Venedig 1727?, Florenz 1729)
- Il pianto e il riso delle quattro stagioni dell’anno per la morte, esultazione e coronazione di Maria Assunta in Cielo (UA Macerata 1731)
- Il trionfo della poesia e della musica nel celebrarsi la morte, e la esultazione, e la incoronazione di Maria sempre Vergine Assunta in Cielo (1733, keine Aufführung belegt)

#### Sonstige geistliche Werke
- Estro poetico-armonico: parafrasi sopra li primi [e secondi] venticinque salmi (Übersetzung: G.A. Giustiniani), 8 Bände (Venedig 1724–26)
- 9 Messen für 3–8 Stimmen, darunter Requiem g-Moll
- 30 weitere geistliche Werke: 4 Antiphonen, 3 Gradualien, 1 Hymne, 1 Lamentation Jeremias (verschollen), 1 Lektion für die Heilige Woche (verschollen), 2 Magnificats für 3–4 Stimmen, 5 Miserere, 8 Motetten, 3 Offertorien, 2 Vesperpsalmen

#### Bühnenwerke
- La morte d’Adone (Serenata, UA Venedig 1710 oder 1729)
- La gara amorosa (Serenata, UA Venedig ca. 1710–12?)
- Psiché (intreccio scenico musicale, Libretto: Vincenzo Cassani, UA Venedig 1711/12?)
- Spago e Filetta (Intermezzi zur Tragödie Lucio Commodo, UA Venedig 1719?)
- Le nozze di Giove e Giunone (Serenata), 2 Versionen: Nasce per viver (UA Wien 1725 zum Namenstag von Karl VI.), Questo é ’l giorno (kürzere Version, UA Wien 1716?)
- Calisto in orsa (Pastorale, Libretto: Carminati?, UA 1725?)
- Arianna (intreccio scenico musicale, Libretto: Cassani, UA Venedig ca. 1727)

#### Sonstige weltliche Vokalwerke
- [12] Canzoni madrigalesche et [6] arie per camera für 2–4 Stimmen op. 4 (Bologna 1717)
- 380 Kantaten (Texte oft von Marcello selbst) für 1 Singstimme und Basso continuo, 22 mit Streichern (u. a. Carissima figlia, Didone, Gran tiranno è l’amore, Percorelle che pascete, Senza gran pena)
- 81 Kammerduette für 2 Singstimmen und Basso contino, 2 mit Streichern (u. a. Timoteo, Clori e Daliso, Clori e Tirsi)
- 7 Kammerterzette für 3 Singstimmen und Basso continuo
- 5 Madrigale für 4–5 Stimmen

### Instrumentalmusik

#### Konzerte und Sinfonien
- 12 Concerti a cinque op. 1 (Venedig 1708)
- 5 Concerti für Violine, Streicher und Basso continuo (D-Dur, D-Dur, D-Dur, Es-Dur, F-Dur)
- Concerto F-Dur für 2 Violinen, Streicher und Cembalo (1716/17)
- Concerto D-Dur für Flöte, Streicher und Cembalo
- 7 Sinfonien (D-Dur, F-Dur, G-Dur, G-Dur, A-Dur, A-Dur, B-Dur)

#### Sonaten
- 12 Sonaten für Flöte und Basso continuo op. 2 (Venedig 1712)
- 6 Sonaten für Violoncello und Basso continuo „op. 1“ (Amsterdam ca. 1732)
- 6 Sonaten für 2 Violoncelli oder Viole da Gamba und Basso continuo „op. 2“ (Amsterdam ca. 1734)
- Sonate g-Moll für Violine und Basso continuo
- Sonate B-Dur für Violoncello und Basso continuo
- 4 Sonaten für Flautino und Basso continuo (C-Dur, G-Dur, G-Dur, g-Moll; Echtheit angezweifelt)

#### Cembalowerke
- 12 Sonaten für Cembalo op. 3? (Venedig ca. 1712–17)
- 35 Sonaten und Sonatensätze für Cembalo
- 4 Menuette; Suite aus 30 Menuetten

### Schriften (Auswahl)
- Fantasia ditirambiva eroicomica (oder Volo Pindarico, 1708)
- Lettera famigliare d’un accademico filarmonico et arcade (1716)
- Sonetti: pianger cercai non già dal pianto onore (Venedig 1718)
- Il teatro alla moda (Venedig 1720)
- A. Dio: Sonetti … con altre rime, d’argomento sacro e morale (Venedig 1731)
- Il divino Verbo fatto Uomo, o sia L’universale redenzione (mindestens 21 Canti)

## Nachwirkung
Das Conservatorio in Venedig wurde 1876 als Liceo Musicale e Società Benedetto Marcello gegründet und ist nach dem Komponisten Benedetto Marcello benannt.